# Paratendipes striatus
Paratendipes striatus är en tvåvingeart som först beskrevs av Jean-Jacques Kieffer 1925.  Paratendipes striatus ingår i släktet Paratendipes och familjen fjädermyggor. Inga underarter finns listade i Catalogue of Life.